# Жёлтые страницы

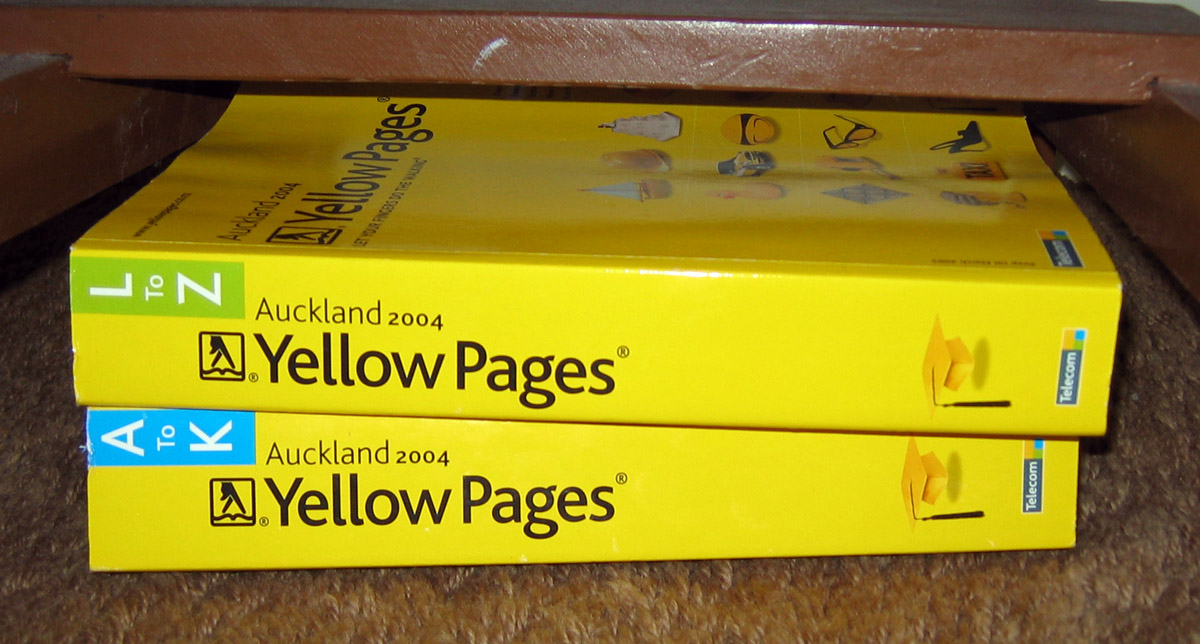
Новозеландские каталоги «Жёлтые страницы»

Жёлтые страницы (англ. Yellow Pages) — пришедшее из США название телефонных справочников со сведениями о предприятиях и организациях (преимущественно в сфере обслуживания). Информация упорядочена прежде всего по названию предоставляемых услуг (… Hospitals, Hotels, House, Hydraulic, Hydroponics, Ice, Information, Insulation, Insurance …). Название связано с тем, что такие справочники уже более века традиционно печатаются на жёлтой бумаге (белая используется для справочника частных телефонов, голубая — для страниц правительственных и муниципальных организаций и т. п.). С появлением интернета термин «Жёлтые страницы» стал применяться и к онлайн-справочникам подобного профиля.
В соответствии с со статьёй 1483 ГК РФ «жёлтые страницы» относятся к товарным знакам, не обладающим различительной способностью, таким образом, любая компания имеет право использовать этот термин в своем названии.

## История
В 1886 году Рейбен Гамильтон Доннелли в Вайоминге (США) в целях экономии напечатал телефонный справочник на дешёвой жёлтой бумаге, создав таким образом прообраз «жёлтых страниц».
В 2001 году в России был запущен интернет-проект Yellow Pages, получивший премию Рунета. С появлением в начале 2000 годов программируемых мобильных устройств появилась возможность создавать «Желтые Страницы» для телефонов.
В 2011 году Желтые Страницы запустили портал yp.ru с бесплатной CRM системой и возможностью покупки базы данных. Сегодня компания продолжает выпускать печатный справочник.